# Güssing

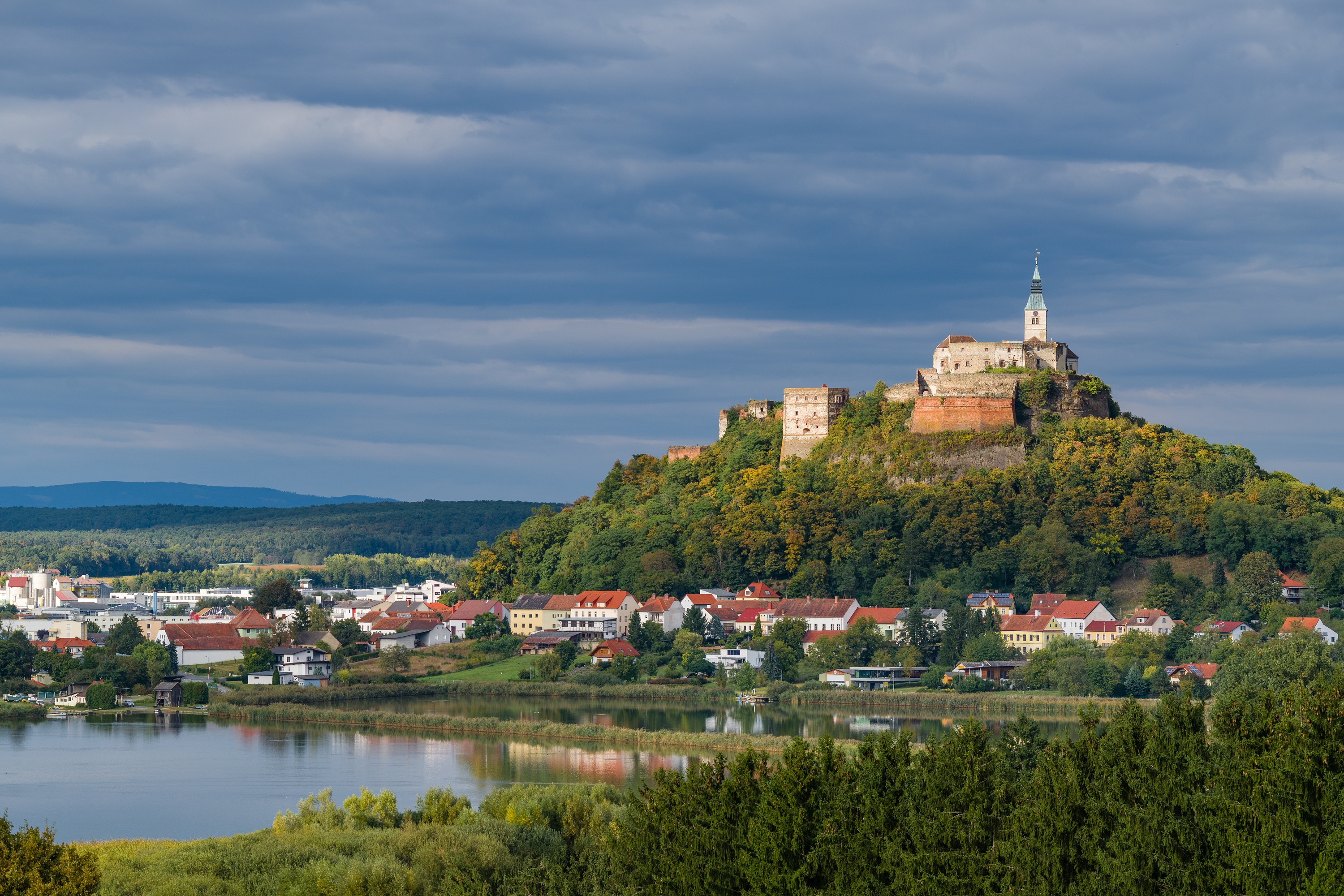
Südwestansicht von Güssing

Güssing (ungarisch Németújvár, kroatisch Novigrad) ist eine Stadt im Burgenland in Österreich. Sie ist Vorort des gleichnamigen Bezirks und ein wichtiges politisches, wirtschaftliches und kulturelles Zentrum des Südburgenlandes.
Die Stadt mit ihrer auf einem ehemaligen Vulkankegel gelegenen, mittelalterlichen Burg Güssing war jahrhundertelang ein bedeutendes Bollwerk an der Westgrenze des Königreichs Ungarn. Historische und kulturelle Bedeutung erlangte sie unter der Herrschaft der Magnatenfamilie Batthyány, die Güssing zu ihrem Stammsitz machte und Burg und Stadt ausbauen ließ. Neben der Burg mit ihren Befestigungsanlagen bestehen mit dem Franziskanerkloster mit der Basilika Mariä Heimsuchung, dem Kastell Batthyány und dem Schloss Draskovich noch weitere Baudenkmäler aus dieser Zeit.
Güssing ist eine von acht Gemeinden im Naturpark in der Weinidylle und verfügt über ein ca. 60 ha großes Ramsar-Naturschutzgebiet.

## Geografie

### Lage

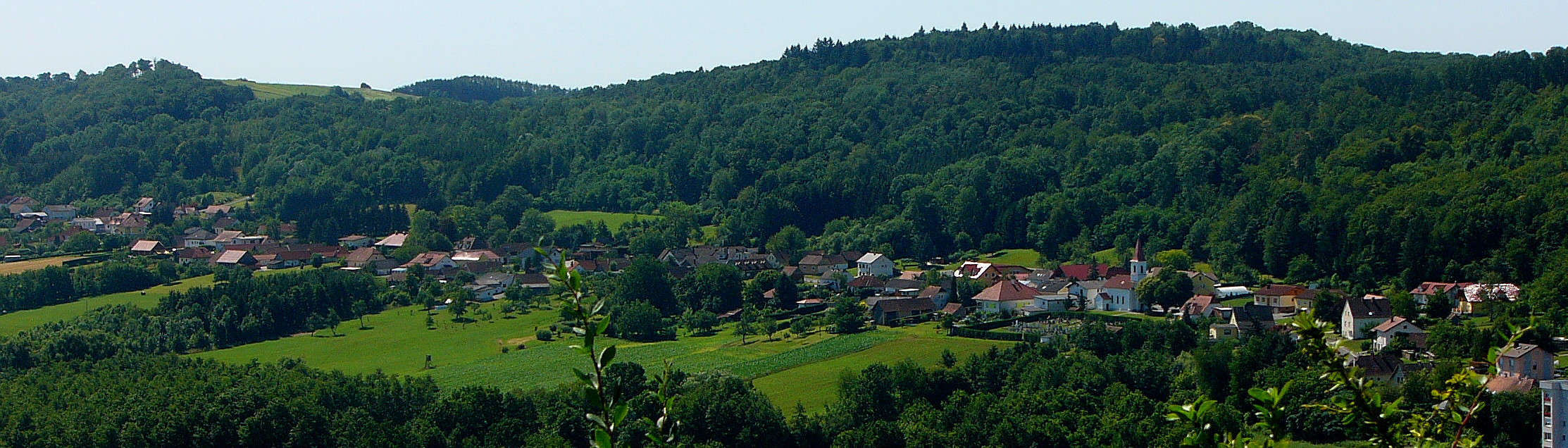
Ansicht vom Ortsteil Sankt Nikolaus

Die Stadt liegt im Südburgenland im Tal der Strem auf einer Seehöhe von 229 m ü. A. Etwas weniger als die Hälfte der Fläche wird landwirtschaftlich genutzt, fast vierzig Prozent sind bewaldet.

### Gemeindegliederung
Die Ortschaften der Stadtgemeinde sind (in Klammern Einwohnerzahl Stand 1. Jänner 2025):
- Glasing (112) mit Glasinger Bergen
- Güssing (Kernstadt) (2591) mit Langzeil, Ludwigshof und Rosenberg
- Krottendorf (221)
- Sankt Nikolaus (198)
- Steingraben (176)
- Urbersdorf (222)

Weitere Orte sind Langzeil, Rosenberg und seit September 2006 ist auch das im Nordosten von Güssing gelegene Ludwigshof ein eigener Ortsverwaltungsteil.

### Nachbargemeinden
| Gerersdorf-Sulz | Tobaj                                       |               |
|                 | Kompassrose, die auf Nachbargemeinden zeigt | Strem         |
| Neustift        | Kleinmürbisch, Großmürbisch                 | Heiligenbrunn |

## Geschichte
Die Wurzeln Güssings gehen auf ein Suburbium zurück, das im Schatten der Burg Güssing entstand und sich mit einem linsenförmigen Anger um den Burgfelsen legte. 1427 wurde es civitas und 1459 civitas et suburbium genannt.
Seit dem 16. Jahrhundert war Güssing freie Stadt mit vollem Stadtrecht. Im Jahr 1619 war sie mit einer Ringmauer umgeben und besaß vier Stadtteile: Vorstadt (Mühlviertel), untere Stadt (Standort des Schlosses Drašković), innere Stadt (Klosterkirche bis zum Rathaus) und Hochstadt.
1540 erhielt der Magnat Franz Batthyány von Kaiser Ferdinand I. für Güssing die Erlaubnis zur Erschließung von Erzminen, und 1549 verlieh ihm der Kaiser darüber hinaus das Recht, Märkte in Güssing abzuhalten. In der Stadt findet jeden ersten Montag des Monats ein Markt statt.
Der Ort gehörte wie das gesamte Burgenland bis 1920/21 zu Ungarn (Deutsch-Westungarn). Seit 1898 musste aufgrund der Magyarisierungspolitik der Regierung in Budapest der ungarische Ortsname Németújvár („Deutsch-Neuburg“) verwendet werden. Nach Ende des Ersten Weltkriegs wurde nach zähen Verhandlungen Deutsch-Westungarn in den Verträgen von Saint-Germain und Trianon 1919 Österreich zugesprochen. Der Ort gehört seit 1921 zum neu gegründeten Bundesland Burgenland (siehe auch Geschichte des Burgenlandes). 1973 wurde Güssing zur Stadt erhoben.
Güssing hatte von 1909 bis nach dem Ende des Zweiten Weltkrieges einen Bahnanschluss über die Güssinger Bahn nach Körmend, der vor allem dem Holztransport gedient hatte. Nach 1945 schien eine Aufrechterhaltung des Bahnbetriebs sinnlos, nicht zuletzt deshalb, weil der Verkehr einerseits nur nach Ungarn ausgerichtet war und andererseits, weil der „Eiserne Vorhang“ nun die Bahnstrecke trennte. Der Bahnverkehr wurde eingestellt, die Gleiskörper verrotteten. Heute führt die neue Bundesstraße 56 zwischen Güssing und Strem vor allem entlang des ehemaligen Bahnkörpers. Das 1899 errichtete Bahnhofsgebäude in Güssing wurde renoviert und steht noch.

### Bevölkerungsentwicklung
Die Bevölkerungsanzahl nimmt seit 1991 trotz Zuwanderung ab, da die Geburtenbilanz stark negativ ist.
Stark verändert hat sich nach der Angliederung des Burgenlandes an Österreich die ethnisch-sprachliche Struktur der Bevölkerung. 1910 lag der Anteil magyarischer Bevölkerung noch bei rund 45,1 %; 1934 betrug der Anteil der ungarischsprachigen Einwohnerschaft rund 8 %. Diese Veränderung ist einerseits auf den Rückzug vieler magyarischer Beamter, Militärs usw. nach Ungarn zurückzuführen, andererseits auch auf die sprachlich – nationale Eigendefinition der Bewohner.
Bei den letzten Volkszählungen zählte Güssing einen Anteil von 2 % (1991) bzw. 1,0 % (2001) ungarischsprachiger Bevölkerung (Wohnbevölkerung mit österreichischer Staatsbürgerschaft).
Ab der Mitte des 19. Jahrhunderts begannen Juden im Handel der Stadt eine Rolle zu spielen. 1824 zählte die rasch wachsende Judengemeinde schon 491 Mitglieder. Die höchste jüdische Bevölkerungszahl erreichte Güssing im Jahre 1859 mit 766 Personen. Seit 1860 siedelten viele jüdische Familien jedoch ab, sodass im Jahr 1934 hier nur mehr 74 Jüdinnen und Juden wohnten. Die Machtübernahme der Nationalsozialisten brachte das Ende jüdischen Lebens in Güssing durch Entweihung und Zweckentfremdung der Synagoge, und Vertreibung und Deportation der Bevölkerung.

## Kultur und Sehenswürdigkeiten

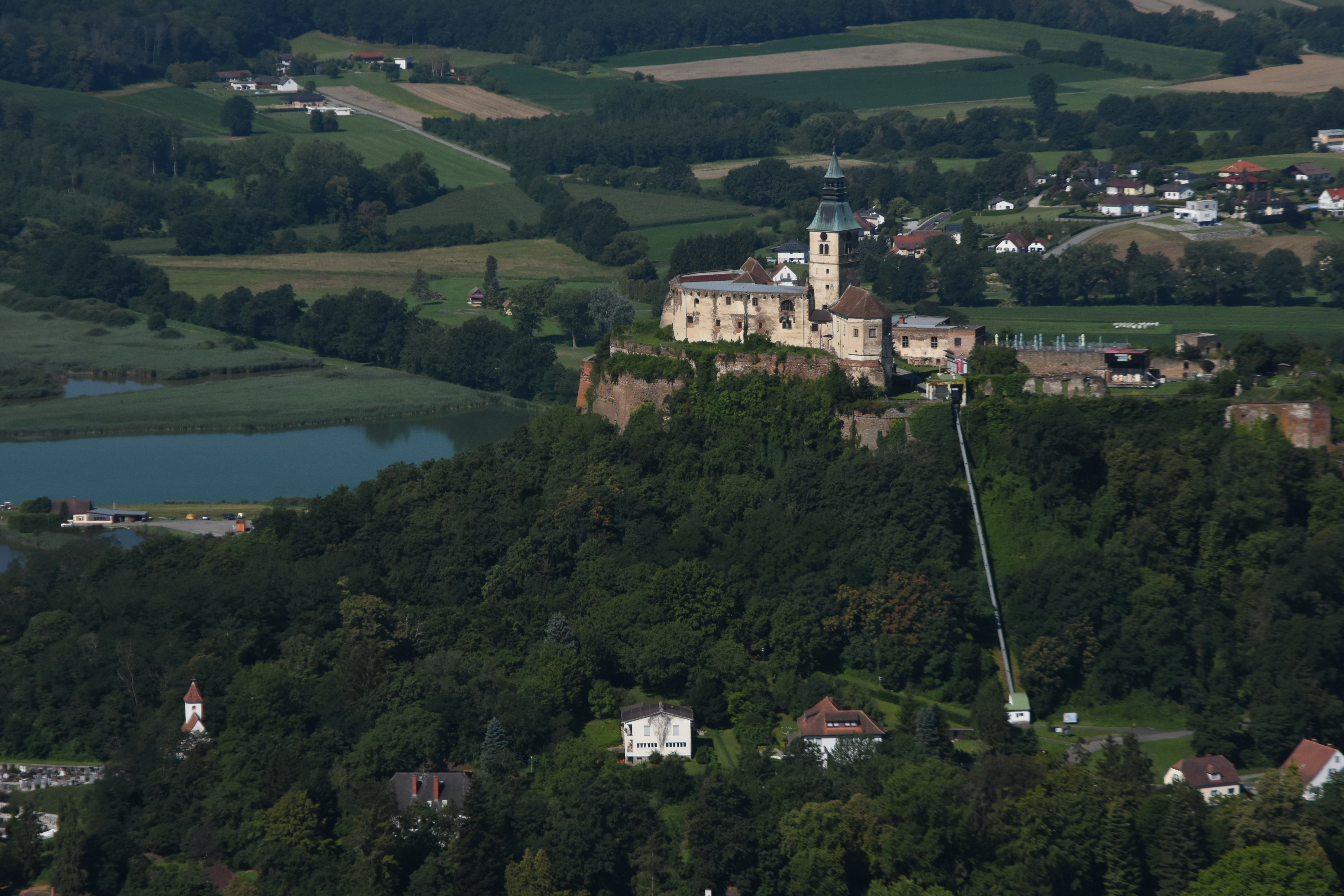
Burg Güssing, mit Schrägaufzug

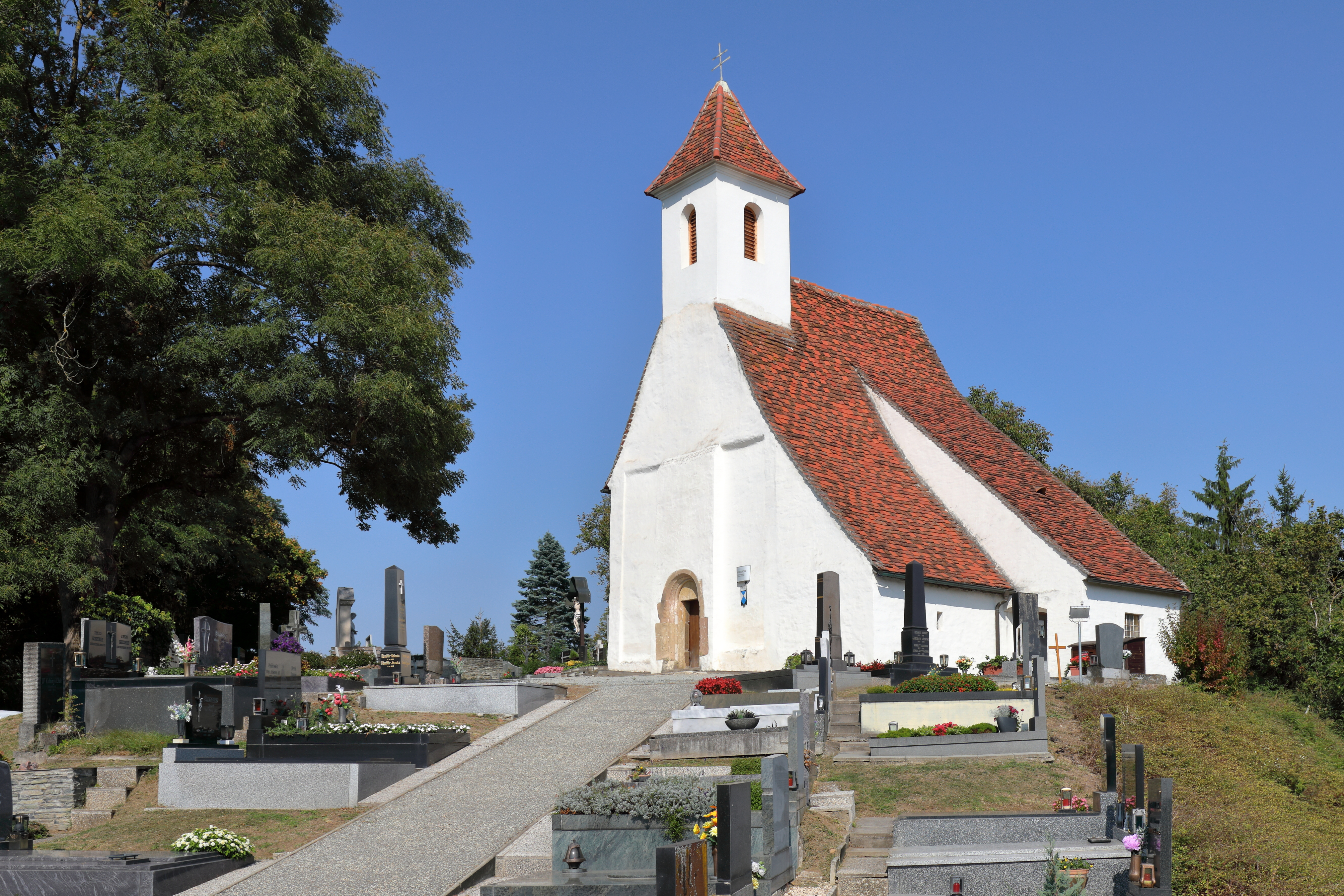
Pfarr- und Friedhofskirche hl. Jakobus

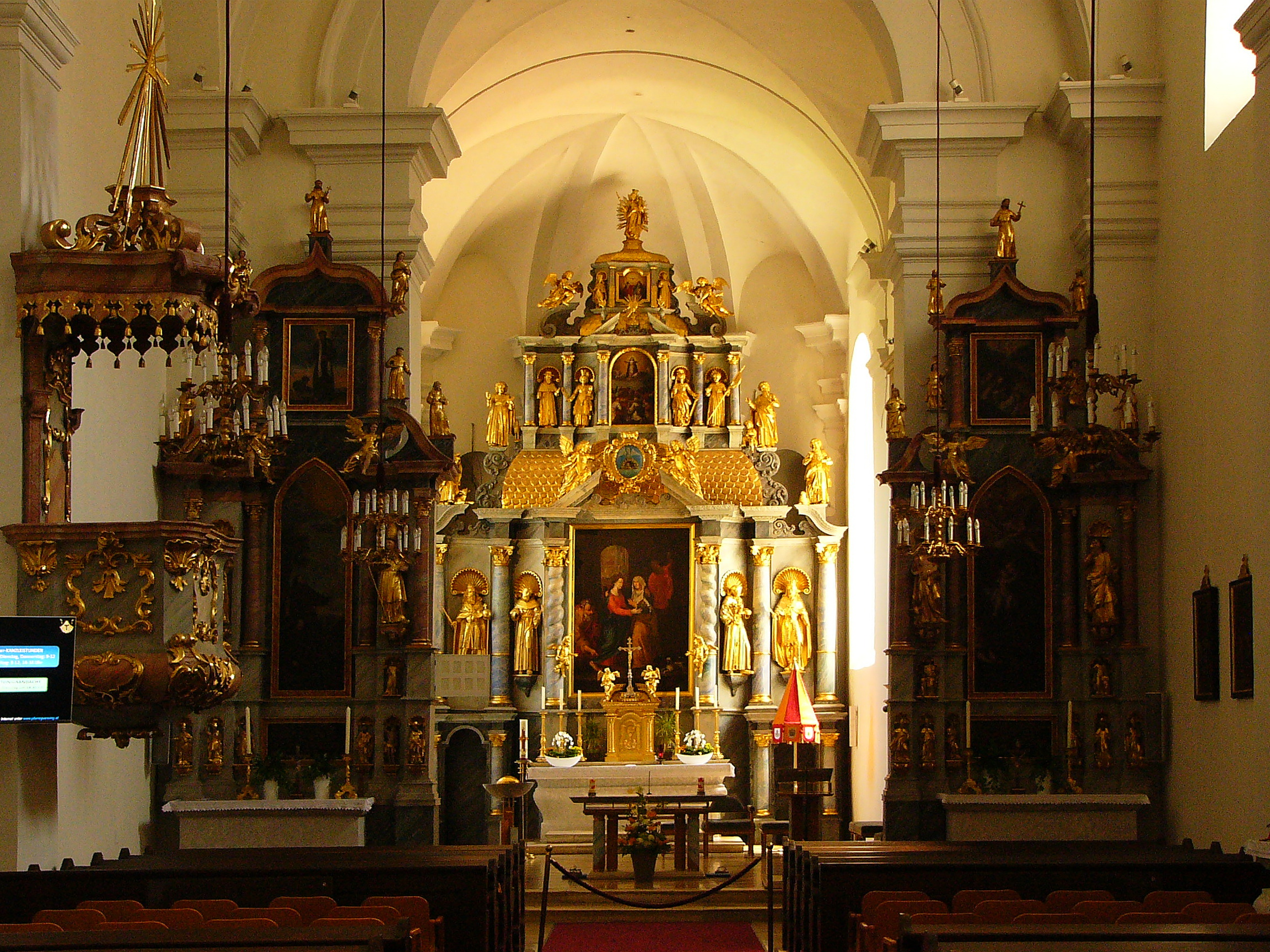
Das Schiff der Maria-Heimsuchung-Kirche

### Bauwerke
- Burg Güssing: Auf einem Vulkankegel gelegene Festungsanlage mit zahlreichen Bastionen und Toranlagen und markantem Bergfried. Mit Wurzeln bis ins 12. Jahrhundert zurück älteste Burganlage des Burgenlandes. Ab 1522 Stammsitz der Familie Batthány und seit 1840 im Eigentum der Fürst Philipp Batthyánschen Stiftung.[8] Beheimatet ein Restaurant mit Aussichtsterrasse und ein Burgmuseum mit rund 5000 historischen Exponaten wie Waffen, Plastiken, kunstgewerblichen Gegenständen und Gemälden, darunter zwei Porträts Lucas Cranach des Älteren. Seit 1994 Austragungsort der Güssinger Burgspiele.
- Jakobuskirche: Auf dem Friedhof gelegene, romanische Stadtpfarrkirche, erbaut im 9. Jahrhundert[9]
- Judengebäude: Um 1740 von der Familie Batthyány errichtetes Neugebäu, ab 1829 von der jüdischen Bevölkerung als Wohn- und Geschäftshaus genutzt
- Franziskanerkloster: Dreiflügeliger Klosterbau aus dem Jahr 1574 und ehemalige Eckbastion Eckbastion der Stadtbefestigungen. Verfügt über eine wertvolle Klosterbibliothek mit zahlreichen Handschriften, Inkunabeln und Erstdrucken, darunter viele Unikate aus der Zeit des Protestantismus.[10] Im Kreuzgang befindet sich ein römerzeitlicher Grabstein mit Inschrift.
- Kirche Maria Heimsuchung: An das Kloster anschließende Kirche mit baulichen Renaissance-Elementen und barockem Hochaltar nach einem Entwurf von Filiberto Lucchese. Erbaut um 1638, seit 2013 Basilica minor. In der Kirche ist auch der Schrein des 2003 seliggesprochenen Ladislaus Batthyány-Strattmann zu finden.[11] Unter der Kirche befindet sich mit der Batthyány-Familiengruft die zweitgrößte Gruftanlage in Österreich. Sie verfügt unter anderem über einen bemerkenswerten Bleisarkophag für Karl Josef Batthyány, der von Balthasar Ferdinand Moll geschaffen wurde.
- Kastell Batthyány: Zweigeschoßiger, schlossähnlicher Arkadenbau in der inneren Stadt, der über schöne Stuckarbeiten verfügt.
- Kastell Güssing: Eingeschoßiger Bau aus dem 17. Jahrhundert oberhalb des Kastells Batthyány. Ehemaliger Sitz der Bezirkshauptmannschaft.
- Schloss Drašković: Klassizistisches Schloss in der unteren Stadt, mit Empire-Einrichtung und gotischem Flügelaltar von 1469 in der Schlosskapelle.[12]
- Alte Hofmühle mit dem Auswanderer- und Josef-Reichl-Museum

### Regelmäßige Veranstaltungen
- Musical Güssing: Der Kulturverein hat mehrere große Veranstaltungen im Jahr.[13] Ende Januar findet das Faschingskabarett im Kulturzentrum Güssing statt. Im August wird jährlich ein bekanntes Musical aufgeführt, bei dem Profis und Amateure mitwirken. Seit 2020 finden die Aufführungen auf Burg Güssing statt.[14] Der Musical-Darsteller Florian Resetarits hat bei dem Verein seine musikalischen Wurzeln.
- Burgspiele Güssing: Schon vor 500 Jahren war Güssing ein kulturelles Zentrum. Das Theater hatte stets hohen Stellenwert. Die Burgspiele sind ein Fixpunkt im sommerlichen Kulturprogramm. Der Schauspieler Frank Hoffmann war bis zu seinem Tod 2022 der Intendant des Güssinger Kultursommers, im Rahmen dessen im Sommer Theaterstücke auf Burg Güssing gespielt werden[15]. Der Burgverein Güssing spielt Sommertheater für Kinder und Erwachsene auf der Festwiese am Fuße der Burg[16]. 2023 übernahm Andreas Vitásek die Intendanz des Kultursommers Güssing.[17]

## Wirtschaft und Infrastruktur

### Verkehr
Güssing ist über die Güssinger Straße innerösterreichisch in Nord-Süd-Richtung an das überregionale Straßennetz angebunden: Eisenstadt ist über die Güssinger Straße, die Burgenland Straße und die Burgenland Schnellstraße etwa 120 Kilometer entfernt. Die Südautobahn Richtung Wien (etwa 160 Kilometer Distanz) ist über die Anschlussstelle Lafnitztal/Oberwart (bei Markt Allhau) etwa 40 Kilometer entfernt, Richtung Graz (etwa 85 Kilometer Distanz) ist die Anschlussstelle Ilz-Fürstenfeld nach rund 35 Kilometern zu erreichen. Mit der Eröffnung der Fürstenfelder Schnellstraße wird sowohl die Anbindung an die Südautobahn wie auch Richtung Ungarn an die M80 (Ungarn) deutlich verbessert werden. Ab Szombathely, etwa 40 Kilometer von Güssing entfernt, verläuft in Ungarn die Autópálya M86 bis Mosonmagyaróvár an der Autópálya M1. Budapest ist 250 Kilometer, Bratislava etwas über 200 Kilometer, Zagreb rund 230 Kilometer und Ljubljana etwa 240 Kilometer entfernt.
Die seinerzeitige Bahnverbindung Güssing – Körmend wurde bereits nach dem Zweiten Weltkrieg eingestellt, der Bezirk Güssing ist seitdem der einzige politische Bezirk in Österreich ohne Bahnanbindung. Überregionale Expressbusverbindungen bestehen mit Wien und Graz.
Die nächstgelegenen Flughäfen sind der Regionalflughafen Graz und die Internationalen Flughäfen Wien, Bratislava, Zagreb sowie Budapest.

### Erneuerbare Energie
Unter Bürgermeister Peter Vadasz entwickelte die Stadt Anfang der 1990er Jahre ein Energiekonzept zur unabhängigen und nachhaltigen Energiegewinnung.
Als Maßnahme zur wirtschaftlichen Entwicklung wurde mit Fördergeldern der EU das Europäische Zentrum für erneuerbare Energie Güssing (EEE) gegründet. Damit sollten Arbeitsplätze in der Region geschaffen und der Kaufkraftabfluss durch Energieimporte gebremst werden. Mittels Holzvergasung konnte in den vergangenen Jahren auf Basis erneuerbarer Energieträger Strom und Wärme im Wert von 20 Mio. Euro selbst hergestellt werden. 2005 erzeugte Güssing bereits bedeutend mehr Wärme (57,5 GWh) und Strom (14 GWh) aus nachwachsenden Rohstoffen als die Stadt selbst benötigt. Das Kraftwerk mit Holzvergasung in Güssing beinhaltete auch eine Versuchsanlage, die mittels Fischer-Tropsch-Synthese einen dieselähnlichen Biokraftstoff erzeugt. 2013 war das Kraftwerk insolvent.
Nach dem Niedergang der Biodieselproduktion betrug der Eigenversorgungsgrad der Gemeinde nur noch 51 %. Bereits 2011 war die Photovoltaikfirma Blue Chip Energy Güssing in Konkurs gegangen.

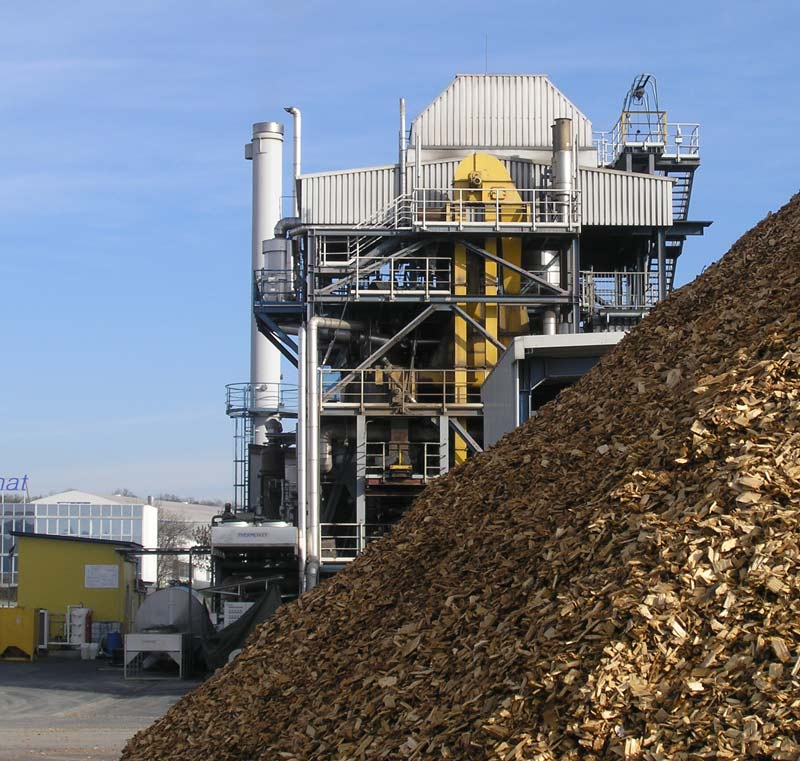
Holzvergaser (kommerziell)
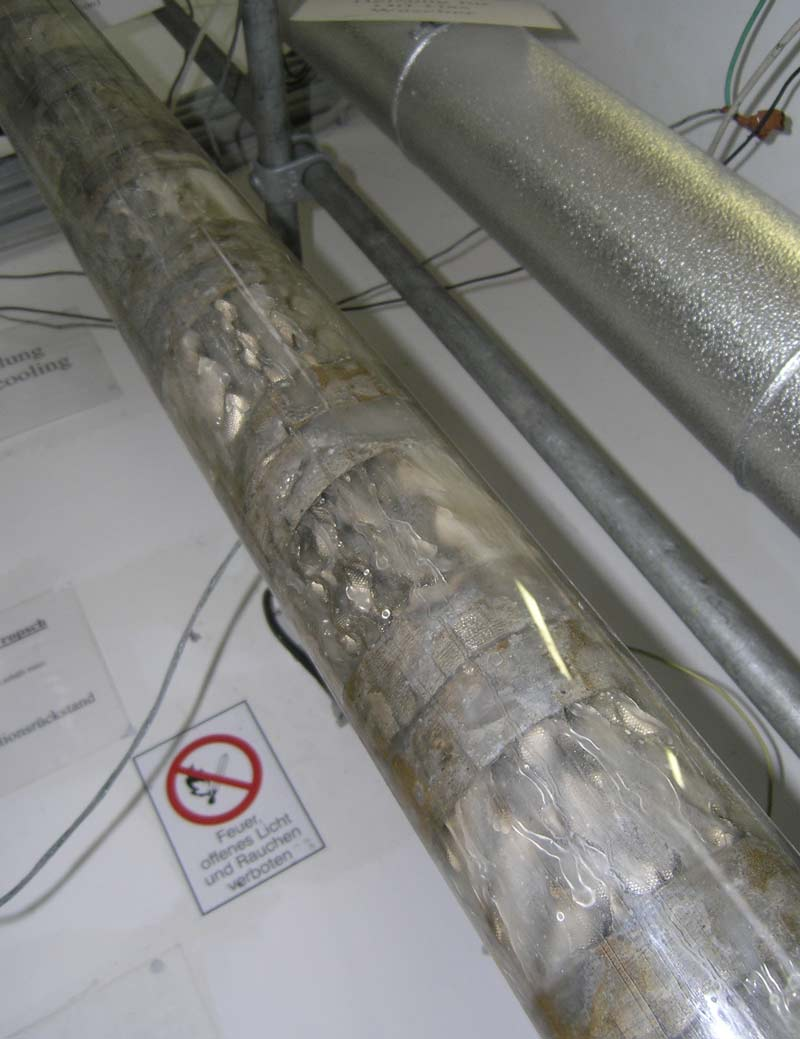
Fischer-Tropsch-Kolonne (Pilot)
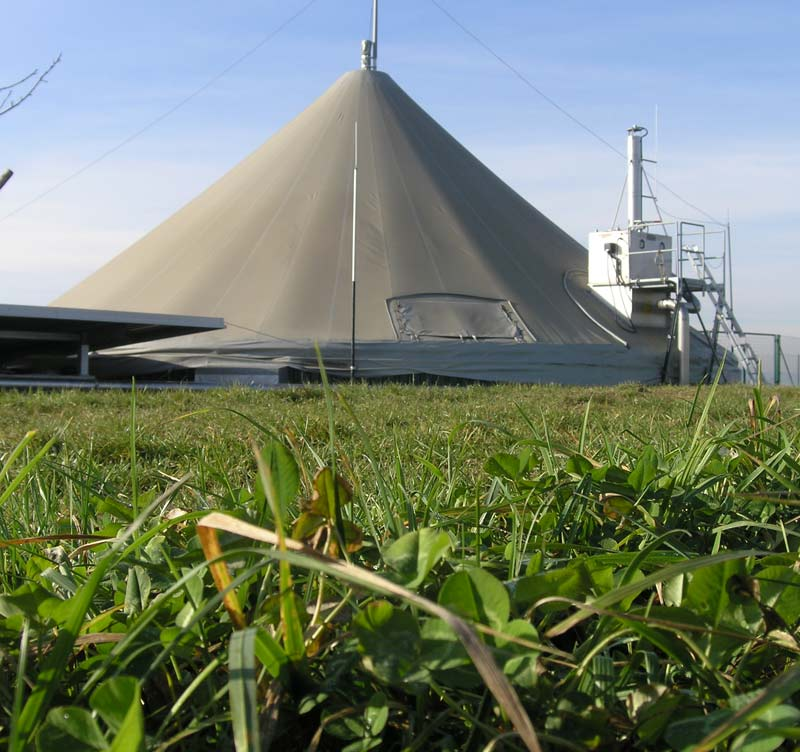
Biogasanlage Strem
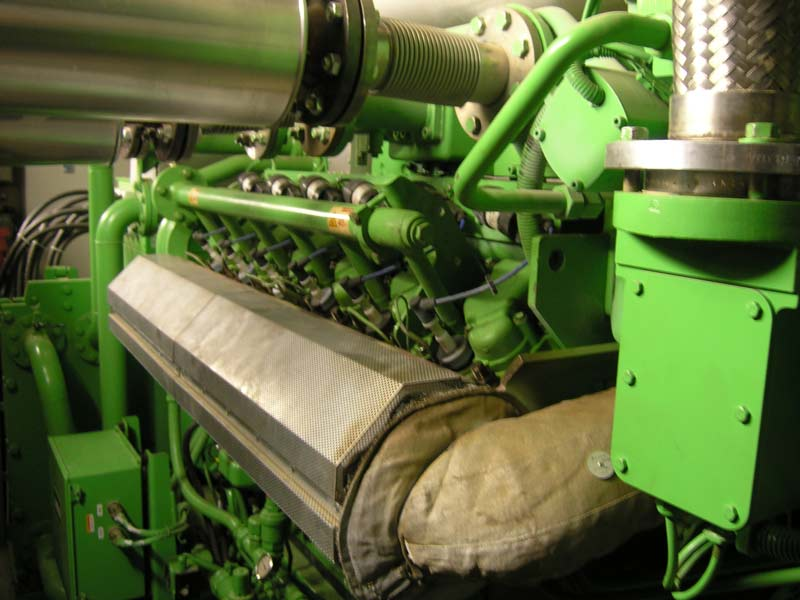
Biogasmotor Biogasanlage Strem

### Sonstige Betriebe
DSA Doorsystems (Marke: „Guttomat“) fertigt, montiert und exportiert Garagentore, Bus-Wartehäuschen und Fahrradabstellanlagen mit Photovoltaikdach.
Wolf Nudeln (seit 1956) ist der zweitgrößte Nudelproduzent Österreichs.

## Politik

### Gemeinderat
Der Gemeinderat besteht aus 25 Mandataren.
- Nach der Wahl 2017 hatte er folgende Verteilung: SPÖ 13, ÖVP 11, FPÖ 1.[27]
- Seit der Wahl 2022 hat er folgende Verteilung; SPÖ 14, ÖVP 10, FPÖ 1.[28]

### Bürgermeister
Bürgermeister ist Vinzenz Knor von der SPÖ.

### Städtepartnerschaft
- Nijlen[30]

## Persönlichkeiten
- Balthasar Batthyány (1543–1590), General in den Türkenkriegen, Grundherr von Güssing
- Franz II. Batthyány (1577–1625), Grundherr von Güssing
- Adam Batthyány (1609–1659), Grundherr von Güssing, Stifter von Franziskanerkloster und Klosterkirche Güssing und Batthyány-Familiengruft
- Franz Faludi (1704–1779), Erneuerer der nationalen ungarischen Sprache und Literatur
- Ignaz von Batthyány (1741–1798), Erlauer Domherr und Bischof von Siebenbürgen
- Samuel Steinherz (1857–1942), jüdischer Historiker[31]
- Luise Renner (1872–1963), Ehefrau von Karl Renner, Mitbegründerin und Präsidentin der Österreichischen Volkshilfe
- Josef Reichl (1860–1924), Mundartdichter
- Johann Hajszanyi (1876–1956), Wagnermeister, Landwirt und Politiker
- Hermann Tancsics (1877–1940), Schuhmachermeister und Politiker
- Wilma Molnar (1911–1940), Dienstmagd und Medium
- Nikolaus Hetfleisch (1919–1979), Notar und Politiker (ÖVP)
- László Csákányi (1921–1992), Schauspieler und Chansonier
- Otto Kery (1923–2006), Theaterdirektor, Regisseur und Schauspieler
- Franz (Fery) Wolf (1933–2007), Bäckermeister, Nudelfabrikant
- Peter Traxler (1946–2011), Kabarettist („Muckenstruntz & Bamschabl“)
- Josef Trinkl (1951–2004), Politiker (ÖVP)
- Veronika Floigl (* 1954), österreichische Politikerin (SPÖ)
- Reinhold W. Lang (* 1954), Kunststofftechniker, Wissenschaftler und Hochschullehrer
- Wolf-Dieter Schuh (* 1957), Geodät
- Günter Jandrasits (* 1960), Rollstuhl-Tennisspieler
- Heinz Janisch (* 1960), Kinderbuchautor
- Joachim Wolf[32] (* 1962), Nudelproduzent, Umweltpionier
- Ägidius Zsifkovics (* 1963), römisch-katholischer Bischof und Theologe
- Dieter Ferschinger (* 1972), Friseur und Styling-Coach
- Christiane Brunner (* 1976), österreichische Politikerin (Grüne)
- Clemens Berger (* 1979), Schriftsteller
- Martin Stranzl (* 1980), Fußballspieler
- Michael Miksits (* 1981), Fußballspieler
- Robert Strobl (* 1985), Fußballspieler
- Julia Dujmovits (* 1987), Snowboarderin
- Christoph Witamwas (* 1987), Fußballspieler und -trainer
- Christian Dax (* 1988), Politiker und Rechtsanwalt
- Georg Krenn (* 1990), Fußballspieler
- Thomas Klepeisz (* 1991), Basketballspieler
- Thomas Grandits (* 1993), Politiker
- Elias Jandrisevits (* 2003), Fußballspieler
- Sandro Schendl (* 2003), Fußballspieler

## Preise und Auszeichnungen
- 2002
  - Umweltfreundlichste Gemeinde Österreichs, von der Verlagsgruppe News, Österreich
- 2003
  - Hans Kudlich Preis 2003 des Ökosozialen Forums an Bürgermeister Peter Vadasz für dessen Einsatz für den Klimaschutz, Österreich
- 2004
  - Innovationspreis des Österreichischen Gemeindebundes für das Projekt Modellregion Güssing, Österreich[33]
  - Climate Alliance Award 2004 vom Lebensministerium, Klimaschutzbündnis, an Ing. Reinhard Koch für den Einsatz für den Klimaschutz, Österreich[34]
  - Österreichischer Solarpreis 2004, von Eurosolar an die EEE GmbH für das Projekt Modellregion Güssing, Österreich
  - Europäischer Solarpreis 2004, von Eurosolar an die EEE GmbH für das Projekt Modellregion Güssing, Österreich
- 2005
  - Energy Globe Austria 2005, an die EEE GmbH für das Projekt Energieautarke Stadt Güssing, Österreich
  - Global 100 Eco Tech Award, an die EEE GmbH für ihre Entwicklungen im Bereich Polygeneration (Erzeugung von Wärme, Strom, Treibstoff und Synthesegas) im Biomasse-Kraftwerk Güssing, Japan